# Ricardo Luis Brignolo
 Ricardo Luis Brignolo  (Buenos Aires, 7 de marzo de 1892 - ibídem, 27 de marzo de 1954) fue un músico argentino que se dedicó al género del tango. Fue un sobresaliente bandoneonista, pianista y compositor. Inspirado letrista y compositor, se recuerdan en especial sus tangos Chiqué, Por seguidora y por fiel e Íntimas.

## Sus inicios en la música
Empezó a trabajar desde muy chico para ayudar al mantenimiento de su familia, afectada por la enfermedad de su padre. Tenía alrededor de 18 años escuchó tocar el bandoneón a El Tano Genaro Espósito en el barrio de La Boca en Buenos Aires y a la salida le insistió tanto que el músico, que no tenía alumnos, aceptó enseñarle los rudimentos del instrumento. Fue así que aprendió de oído y comenzó a tocar en público hasta que fue contratado por Manuel Pizarro para ir a Francia y empezó a aprender música.

## Actividad como músico consagrado
De regreso a su país, actuó en el Bar Iglesias en la orquesta de Roberto Firpo reemplazando a Genaro. Luego desarrolló actividad en cafetines de Buenos Aires y Montevideo y finalmente Brignolo formó su primer conjunto con el que trabajó en lugares nocturnos porteños de mayor categoría. Integró la orquesta de Carlos Vicente Geroni Flores y, a continuación la de Juan Carlos Cobián, En el ínterin fue descubierto como infractor al servicio militar obligatorio y dicen que este episodio inspiró a Cobián para componer su histórico tango A pan y agua.
Brignolo estuvo en la orquesta de Samuel Castriota y después fue uno de los ocho bandoneonistas que integraban la formación gigante (alrededor de 50 músicos), dirigida por Julio De Caro (era uno de los ocho bandoneonistas). En 1923, Brignolo armó para los históricos carnavales del Pabellón de la Rosas, un conjunto con músicos talentosos, como: Eduardo Armani, Pedro Maffia, Lorenzo Olivari, Luis Petrucelli y el pianista José María Rizzutti y ese mismo año lo llamó Francisco Lomuto para que se uniera a su orquesta.
En 1924, entre otras actuaciones, participó en el cuarteto que dirigía el pianista Roberto Goyeneche, quien falleció al poco tiempo. Volvió con Lomuto y con esa orquesta estuvo en la inauguración de las transmisiones de Radio París. Después fue contratado por el flamante sello Brunswick para grabar con su propio conjunto, relación que perduró hasta 1932. En esa etapa acompañó en varias grabaciones al recordado cantor Agustín Magaldi.
Brignolo, dejó para el recuerdo 37 discos en 78 rpm, con 74 temas, la mayoría cantados. El paso de los años, la evolución del tango, lo fue alejando y, a comienzos de la década de 1940 su figura ya había sido superada por los más jóvenes. 
Murió a los 62 años el 27 de marzo de 1954 y bastarían sus tangos Íntimas y Chiqué, por sí solas para ganarle un lugar en la galería de los grandes del tango. 

## El tangoÍntima
Sobre el tango Íntima, estrenado por Gardel en 1926, del que Brignolo escribió la letra sobre la melodía ya compuesta por el pianista Alfredo Lacueva dice Hugo Gregorutti:

“…se encuadra en esos estados anímicos de soledad, tristeza, impotencia, infelicidad, falta de sosiego, un dolor difícil de ocultar, desengaños. En fin, momentos de una vida por la que no se siente el gusto de vivirla. Es, en una palabra, la expresión de un vacío espiritual, mental y emocional, que no se puede llenar ni con todo el dinero, el poder o el ascenso social que se posea. Es la consecuencia de haber corrido tras lo efímero, lo circunstancial, lo perecedero, lo pasajero; aquello que nos produjo en su oportunidad una felicidad y satisfacción momentánea….Versos magistralmente escritos por Ricardo Luis Brignolo….tono netamente romántico…consiguió que uno de sus versos llegue a nuestro lenguaje cuando dice: …un vacío imposible de llenar, frase con la que finaliza cada una de las tres partes o estrofas en que divide la historia.”

## El tango “Chiqué”
Héctor y Luis Bates dicen en La Historia del Tango que Brignolo escuchó la palabra chiqué de una bailarina y decidió emplearla en su tango, posterior a la época en que había actuado en academia de baile La Olla Popular, de la calle Sarmiento.
Por su parte, Francisco García Jiménez escribió:

“Tocando en la 'olla popular', Brignolo le oye esta expresión a una bailarina francesa, dicha con traslúcida intención a su compañero: -No hagás chíqué…. La francesita le aclaró el término a Brignolo, y a él le gustó para titular un tango que acababa de componer. Por las dos razones que me confió una vez con estas sinceras palabras: “Yo había volcado en la pieza un fantaseo que me parecía de muchas ínfulas para un bailable. Sonaba bien aquello, pero lo encontraba pretencioso. Y como para curarme en salud, le puse “Chiqué” de título.”

Del Priore afirma que se considera que en la versión definitiva de este tango intervinieron otras personas que se conjetura que podrían haber sido Juan Carlos Cobián y el “Alemán” Fritz, violoncelista cuyo apellido hoy se desconoce. Sigue diciendo que en un trabajo realizado por varios autores por el Instituto Nacional de Musicología se asegura que el tango "cobra su perfil definitivo cuando el "Alemán" Fritz le agrega un inspirado contracanto". 
Brignolo recién le incorporó la letra a este tango después de su estreno y la firmó con el seudónimo de Ricardo C. de León. Posteriormente hubo otra letra, compuesta por el periodista y autor teatral Juan Carlos Fernández Díaz, pero la difusión de la obra es predominantemente como instrumental.

## Obras
- El alazán
- Albarracín (1945)
- Amor en unitaria en colaboración con Vicente Puccinno
- Amor gaucho en colaboración con Vicente Dimazo
- Aquel muchacho morocho
- A una estrella en colaboración con Modesto Raúl Morales Miramonti
- Bacán fulero en colaboración con Alberto Bahamonde Vignoli (1939)
- Cáliz de hiel en colaboración con Alfonso Ramiro Lacueva (1939)
- Cantor en colaboración con Ángel Resiga (1943)
- Caridad
- Chiqué (1973)
- Como buen criollo en colaboración con Juan Mastroianni Pinto
- Como lo manda Dios en colaboración con Marcos J. Ferraris
- Con alma y vida (1939)
- De puro gusto (1937)
- Hasta siempre
- Imploración en colaboración con Vicente Toribio del Barrio
- Íntimas en colaboración con Alfonso Ramiro Lacueva (1926)
- La llorona en colaboración con Emilio De Caro (1939)
- Metele nomás en colaboración con Clemente Alberto Moreno (1939)
- Mucho cariño en colaboración con Raúl Mugaburu (1945)
- Pañuelos de la patria en colaboración con Sergio Amaro Navarro
- Para mis amigps (1953)
- El payador de Lavalle (1939)
- La pecadora de Rocha en colaboración con José Viglienghi (1939)
- Por qué motivo en colaboración con Sergio Amaro Navarro
- Por seguidora y por fiel en colaboración con Celedonio Esteban Flores (1951)
- La ronda nupcial en colaboración con Juan Bautista Grosso (1943)
- Rulitos en colaboración con José González Castillo (1939)
- Salí de la luz en colaboración con Asencio Eugenio Rodríguez (1940)